# ام‌وی آماستار
ام‌وی آماستار (به انگلیسی: MV Amastra) یک کشتی بود.